# カール・フォン・キューゲルゲン
カール・フォン・キューゲルゲン（Johann Karl Ferdinand von Kügelgen, 1772年2月6日 - 1832年1月9日）はドイツの風景画家である。肖像画家のゲルハルト・フォン・キューゲルゲンは双子の兄弟である。1798年にロシア皇帝にサンクトペテルブルクに招かれ、ロシア宮廷の画家の称号を受け、サンクトペテルブルクの美術アカデミーの会員になった。

## 経歴
現在のラインラント＝プファルツ州のバッハラッハ・アム・ラインに生まれた。ボンで学んだ後、フランクフルトやコブレンツで絵を学んだ。コブレンツではフェーゼル(Johann Christoph Fesel)の指導を受けた。1791年にケルン大司教選帝侯、マクシミリアン・フランツ・フォン・エスターライヒから資金を受けて、兄弟はローマに留学した。1795年に現在のラトビアのリガに旅し、1798年にサンクトペテルブルクに兄弟は招かれ、ロシア皇帝、パーヴェル1世から宮廷画家の称号を受けた。
サンクトペテルブルクの美術アカデミーの会員に選ばれ、皇帝を継いだアレクサンドル1世の注文で1804年と1806年にクリミアへ旅し、サンクトペテルブルクで仕上げられた風景画は皇帝に買い上げられ、また版画にされて出版された。
1807年にバルト・ドイツ人の貴族の女性と結婚した。没するまでロシア帝国で仕事をし、現在のエストニアのタリンで亡くなった。息子のコンスタンティン(Konstantin von Kügelgen:1810-1880) や孫のサリー(Sally von Kügelgen:1860-1928)も画家になった。

## 作品

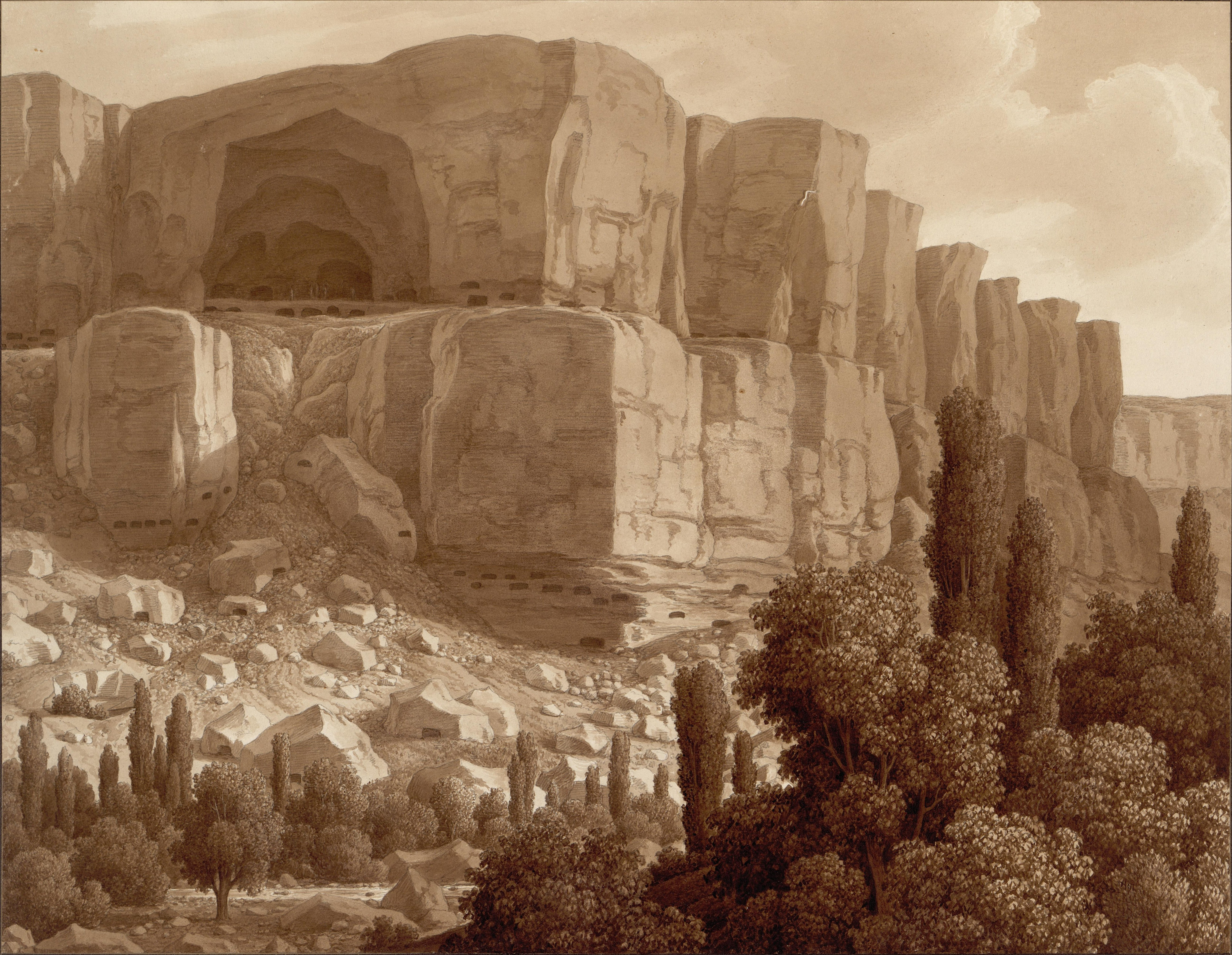
バフチサライ(クリミア)
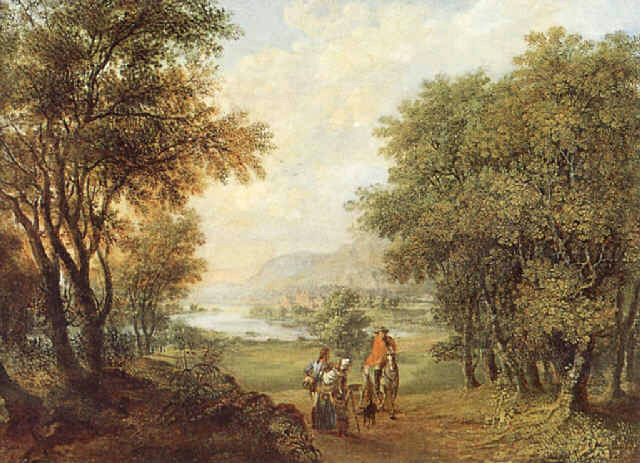
風景画
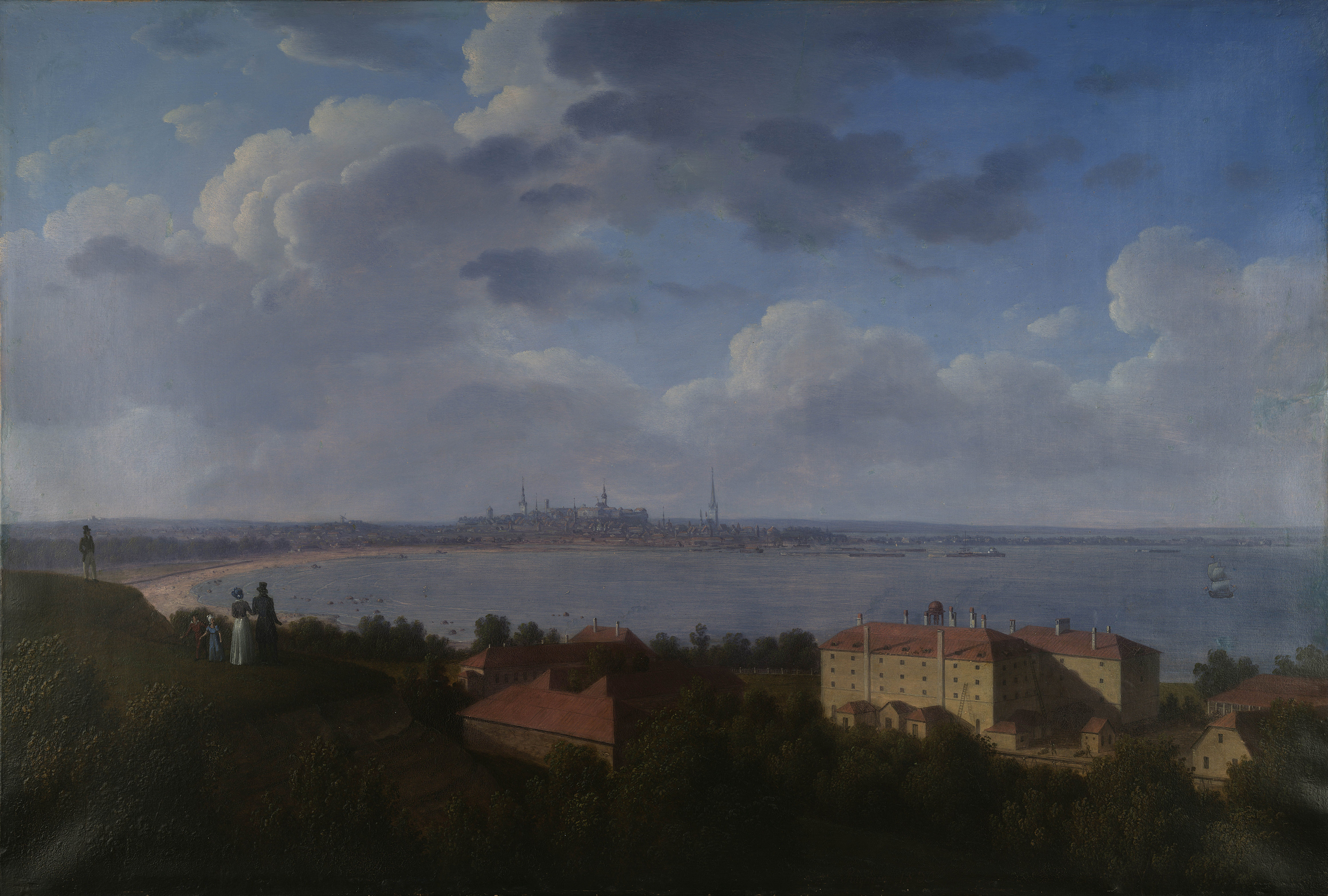
タリンの風景

## 関連図書
- Karl-Ernst Linz: Die Bacharacher Malerzwillinge Gerhard und Karl von Kügelgen.Verein für die Geschichte der Stadt Bacharach und der Viertäler e.V., Bacharach 1997, ISBN 3-928022-63-6 (in German)